# Championnats du Canada de tennis de table
Les Championnats du Canada de tennis de table (Canadian championships) sont une compétition organisée par l'Association canadienne de tennis de table (Table Tennis Canada) depuis 1936 pour les joueurs de tennis de table canadiens, dont les vainqueurs remportent le titre de champion du Canada.

## Histoire
La compétition a eu lieu la première fois en 1936 à l'occasion de l'Exposition nationale canadienne.  
En 2017, Jeremy Hazin est devenu le plus jeune vainqueur de la compétiton à 17 ans seulement. 

## Palmarès
| Année             | Simple messieurs                       | Simple dames                           | Double messieurs                       | Double dames                           | Double mixte                           |
| ----------------- | -------------------------------------- | -------------------------------------- | -------------------------------------- | -------------------------------------- | -------------------------------------- |
| 2025, Richmond    | Edward Ly                              | Mo Zhang (en)                          | Edward Ly Kenny Ly                     | Mo Zhang Cindy Wang                    | Simeon Martin Katherine Morin          |
| 2024 Laval        | Simeon Martin                          | Jessie Xu                              | Simeon Martin Mattéo Martin            | Emily Liu Jiayi Nie                    | Simeon Martin Katherine Morin          |
| 2023 Hay River    | Annulé pour cause d'incendie forestier | Annulé pour cause d'incendie forestier | Annulé pour cause d'incendie forestier | Annulé pour cause d'incendie forestier | Annulé pour cause d'incendie forestier |
| 2022, Mississauga | Paul Qi                                | Mo Zhang (en)                          | Paul Qi Zexuan Wang                    | Ching Nam Fu Siqian Wu                 | Jeremy Hazin Ching Nam Fu              |
| 2021, Laval       | Eugene Wang (en)                       | Mo Zhang (en)                          |                                        |                                        |                                        |
| 2020 Burnaby      | Annulé pour cause de pandémie COVID 19 | Annulé pour cause de pandémie COVID 19 | Annulé pour cause de pandémie COVID 19 | Annulé pour cause de pandémie COVID 19 | Annulé pour cause de pandémie COVID 19 |
| 2019 Markham      | Eugene Wang (en)                       | Siqian Wu                              | Jeremy Hazin, Eugene Zhen Wang         | May Tong, Vicky Yu Xia                 | Hongtao Chen, Siqian Wu                |
| 2018              | Jeremy Hazin                           | May Tong                               | Jeremy Hazin / Bryan Ho                | May Tong / Barbare Chui                |                                        |
| 2017 Markham      | Jeremy Hazin (en)                      | Alicia Cote                            | Jeremy Hazin / Bryan Ho                | May Tong / Justina Yeung               |                                        |
| 2016              | Filip Ilijevski                        | Isabelle Xiong                         |                                        |                                        |                                        |
| 2015              | Pierre-Luc Theriault (en)              | Mo Zhang (en)                          | Pierre-Luc THERIAULT Marko MEDJUGORAC  | Alayna CHAN Yi LU                      |                                        |
| 2014              |                                        | Mo Zhang (en)                          |                                        |                                        |                                        |
| 2013              | Eugene Wang (en)                       | Mo Zhang (en)                          | James Pintea Hongtao Chen              | Mo Zhang Shirley Fu                    |                                        |
| 2010              |                                        | Mo Zhang (en)                          |                                        |                                        |                                        |
| 2009              |                                        | Mo Zhang (en)                          |                                        |                                        |                                        |
| 2006              |                                        | Mo Zhang (en)                          |                                        |                                        |                                        |
| 2005              |                                        | Mo Zhang (en)                          |                                        |                                        |                                        |